# サルコシンレダクターゼ
サルコシンレダクターゼ(Sarcosine reductase)は、次の化学反応を触媒する酸化還元酵素である。
アセチルリン酸 + メチルアミン + チオレドキシンジスルフィド + H2O {\displaystyle \rightleftharpoons } サルコシン + リン酸 + チオレドキシン
この酵素の基質はアセチルリン酸、メチルアミン、チオレドキシンジスルフィドとH2Oで、生成物はサルコシン、リン酸とチオレドキシンである。
この酵素は酸化還元酵素に属し、ジスルフィドを受容体としてX-HとY-HからのX-Y結合の形成に特異的に作用する。組織名はacetyl-phosphate methylamine:thioredoxin disulfide oxidoreductase (N-methylglycine-forming)である。